# Liste der historischen Museen in der Türkei
Die Liste der historischen Museen in der Türkei umfasst derzeit (Stand: Dezember 2015) mehr als 123 Institutionen und ist nach Provinzen geordnet. Grundlage ist die von der Regierung geführte Liste des Generaldirektorats der Monumente und Museen.

## A
- Adana – Archäologisches Museum
  - Denkmalskirche von Kuruköprü[2]
  - Şar im Tufanbeyli-Distrikt[3]
  - Anavarza im Kozan-Distrikt (Altkilikien)
  - Hieropolis – Kastabala
  - Atatürk-Museum[4]
  - Ethnologisches Museum[5]
  - Misis Mosaikenmuseum (zwischen Adana und Ceyhan)[6]
- Archäologisches Museum Adıyaman[7]
- Archäologisches Museum Afyonkarahisar[8]
- Ağrı İshak-Paşa-Palast[9]
- Museum Aksaray[10]
- Archäologisches Museum Amasya[11]
- Ankara – Museum für anatolische Zivilisationen[12]
  - Augustus-Tempel[13]
  - Ethnografisches Museum Ankara[14]
  - Gordion-Museum[15]
  - Römisches Bad[16]
  - Museum der II. Großen Türkischen Nationalversammlung[17]
  - Museum des Unabhängigkeitskrieges (Gebäude der I. Großen Türkischen Nationalversammlung)[18]
  - Staatliches Kunst- und Skulpturenmuseum Ankara[19]
- Archäologisches Museum Antakya
- Antalya-Museum[20]
  - Alanya-Museum nebst Ruinenstätte[21]
  - Dim-Kaverne[22]
  - Perge-Theater „Skene“[23]
  - Nikolaus-Kirche in Demre[24]
  - Side-Museum[25]
- Aydın – Milet-Museum[26]
  - 19 Ruinenstätten und Museen[27]

## B
- Balıkesir – Kuva-yi Milliye Museum (Militärmuseum, Museum der Nationalen Streitkräfte)[28]
  - Taksiyarhis-Kirche
- Bartın – Amasra-Museum[29]
- Archäologisches Museum Bergama
- Bilecik Söğüt-Museum[30]
- Bitlis Ahlat-Museum[31]
- Archäologisches Museum Burdur[32]
- Bursa-Museen[33]
  - İznik-Museum[34]

## C
- Archäologisches Museum Çanakkale, 2018 geschlossen, Bestände in das Troya Müzesi überführt
- Çankırı-Museum[35]
- Çorum – Ruinen[36]
  - Archäologisches Museum Çorum[37]
  - Alacahöyük-Museum
  - Boğazköy-Museum

## D
- Denizli Museum und Historische Ruinen[38]
  - Atatürk-und-Ethnographie-Museum[39]
- Diyarbakır – Historische Ruinen[40]

## E
- Edirne-Museum[41]
- Elazığ-Museum und Historische Ruinen[42]
- Erzurum Archäologisches Museum[43]
  - Erzurum-Museum[44]
  - Erzurum Atatürk-Museum[45]
  - Erzurum Yakutiye Madrasa – Islamische Arbeiten und Ethnographisches Museum[46]
- Eskişehir-Museen[47]
  - Eskişehir Seyitgazi-Museum[48]

## G
- Gaziantep[49] – Archäologisches Museum
  - Zeugma-Mosaik-Museum
  - Ethnographisches Museum
  - Yesemek-Freilichtmuseum im İslahiye-Distrikt
  - Gaziantep – Ethnographisches Museum Hasan Süzer[50]
- Giresun-Museum[51]

## H
- Hatay-Museum[52]

## I
- Isparta-Museum[53]
  - Isparta Yalvaç Psidia Antiokheia[54]
- İstanbul – Archäologisches Museum[55]
  - Atatürk-Museum
  - Hagia-Sophia-Museum[56]
  - Hagia-Sophia-Museum, Bibliothek Mehmeds I.[57]
  - Caria-Museum[58]
  - Fethiye-Museum (Pammakaristos)[59]
  - İmrahor-Monument[60]
  - Museum für klassische osmanische Literatur[61]
  - Galata Mevlevi-Haus[62]
  - Rumelihisar-Museum, Yedikulehisar-Museum, Anadoluhisar-Museum[63]
  - St. Irene[64]
  - Kleine St. Sofia[65]
  - Tekfur-Palast[66]
  - Großes Palast-Mosaiken-Museum[67]
  - Topkapı-Palastmuseum[68]
  - Museum für türkische und islamische Kunst[69]
- Izmir – Agora Museum[70]
  - Archäologisches Museum[71]
  - Atatürk-Museum[72]
  - Archäologisches Museum Bergama[73]
  - Birgi-Çakırağa-Mansion[74]
  - Çeşme-Museum[75]
  - Ephesos-Museum Selçuk[76]
  - Ephesos – Ruinen
  - Johanneskirche von Ephesos
  - Siebenschläferhöhle von Ephesos
  - Zitadelle von Selçuk
  - Ethnographisches Museum[77]
  - Ödemiş-Museum[78]
  - Tire-Museumsdirektorat[79]
  - Museum der Jungfrau Maria[80]

## K
- Kahramanmaraş – Archäologisches Museum[81]
- Museum Karaman[82]
- Kars – Kathedrale von Kars (seit 1993 Moschee)[83]
- Kastamonu – Archäologisches Museum – Atatürk Hall[84]
- Kastamonu-Museums[85]
- Kayseri – Historische Ruinen[86]
- Kayseri-Museum[87]
  - Atatürk-Museum[88]
- Kırklareli Museum[89]
- Kırşehir-Museum[90]
- Kocaeli-Museen und -Ruinenfelder[91]
- Konya – Akşehir-Museums[92]
  - Konya – Kilistra[93]
  - Mevlana-Museum[94]
  - Konya-Museen und -Ruinen[95]

## M
- Malatya – Archäologisches Museum[96]
- Manisa-Museum[97]
- Mardin-Museum[98]
- Mersin (früher: İçel) – Anamur-Museum und Historische Ruinen[99]
  - Mersin-Museum[100]
  - Silifke-Haus des Atatürk[101]
  - Museum Silifke[102]
  - Tarsus-Museum[103]
- Muğla Fethiye-Museum[104]
  - Muğla Bodrum Museum für Unterwasserarchäologie[105]
  - Marmaris-Fort und Archäologisches Museum[106]
  - Muğla-Milas-Museum[107]
  - Muğla-Museum und historische Ruinen[108]

## N
- Nevşehir-Museum[109]
  - Hadschi-Bektasch-Komplex
- Niğde – Archäologisches Museum[110]

## 0
- Ordu Ethnographisches Museum[111]
- Osmaniye Karatepe-Arslantaş (hethitische Festung)[112]

## S
- Sakarya-Museum[113]
- Samsun Museum und Ruinen[114]
- Sinop-Museum[115]
- Archäologisches Museum Sivas[116]
- Şanlıurfa – Archäologisches Museum[117]

## T
- Tekirdağ-Museum[118]
- Tokat – Ruinenstätte[119]
- Trabzon – Trabzon-Museum[120]
- Troya Müzesi

## U
- Uşak-Museen[121]

## V
- Van Museum und Historische Ruinen[122]

## Z
- Zonguldak-Museen[123]